# Comunicadoras eucarísticas
Las Comunicadoras Eucarísticas del Padre Celestial son una congregación femenina semicomplativa, que pertenece a la Arquidiócesis de Cali, en Colombia. Su carisma o misión es evangelizar en y a través de los medios de comunicación el amor del Padre Celestial. Pretenden impregnar el mundo del entretenimiento con contenido que mueva los corazones para que estos se abran a experimentar el amor de Dios Padre. 
Además, son colaboradoras de diferentes medios católicos, aparte de ser un grupo musical católico con más de un disco. 

## Historia
La Congregación de las Hermanas Comunicadoras Eucarísticas del Padre Celestial (también conocidas por sus letras iniciales, CEPC), es una orden católica que pertenece a la Iglesia católica, en su país natal, Colombia. Fue fundada en 2002 por el sacerdote católico belga, Padre Antonio Lootens y la religiosa colombiana Madre Gabriela del Amor Crucificado, mediante su serie católica de televisión De corazón a corazón, en el canal católico EWTN.
Se crea como forma de evangelización a través de los medios de comunicación y redes sociales. El Monseñor Flavio Calle Zapata, arzobispo de Ibagué junto al arzobispo de Cali, Padre Juan Francisco Sarasti, fueron quienes permitieron que el grupo en el 2008 se terminara de crear en aquella ciudad. El grupo de las Comunicadoras Eucarísticas es integrado por 70 monjas de las cuales gran parte de ellas son músicos, compositoras, camarógrafas, fotógrafas, guionistas, sonidistas y cineastas. Ellas conforman la única productora católica en ser dirigida por monjas en Colombia.
Como grupo musical católico, comenzó más tarde, con su primer disco de alabanzas Yo Le canto. A esto se sumaron otras canciones como: «Ángelus», «Ay, Doctor» y «Vivir el hoy», esta última es a dúo con la cantante católica dominicano-estadounidense Kairy Márquez y el grupo de pop-rock católico colombiano Estación Cero.

## Discografía
Hasta el momento, las Hermanas Comunicadoras Eucarísticas del Padre Celestial tienen dos álbumes musicales como banda musical católica, "Yo Le Canto" y "Ángelus"

### Sencillos
- 2013 - «Dios»
- 2013 - «Mi Dulce Mamita»
- 2013 - «Me Amas»
- 2013 - «La Ciencia del Amor»
- 2013 - «Siervo de María»
- 2013 - «Yo Le Canto»
- 2013 - «El Misterio del Amor»
- 2013 - «Amor de Juan»
- 2013 - «Fiesta en el Cielo»
- 2013 - «Dame Tu aire»
- 2013 - «Cuanto antes»
- 2013 - «Otro día más»
- 2015 - «Él es» (Basada en la reflexión de San Juan Pablo II en Chile)
- 2015 - «Ángelus» (versión cantada)
- 2016 - «Tu Misericordia»
- 2019 - «Ay Doctor»
- 2020 - «Me salvaste»
- 2020 - «Secuencia al Espíritu Santo (Ven sobre mí)» (con otros artistas católicos)
- 2020 - «Sonrisa de mi vida»
- 2021 - «Vivir el hoy» (con Kairy Márquez y Estación Cero)

## Filmografía

### Televisión
- De corazón a corazón
- Misericordia al día
- GPS, una guía para la Santidad (Microespacio)

### Radio
- Conecta2 en familia (con EWTN Radio Católica Mundial)

### Internet
- Maximvital
- Paso a paso
- Reto 40 (Cuaresma)
- Navidad es Jesús (Novena de Navidad)
- El Santo Rosario
- Congreso de Pentecostés (Conferencia/congreso católico)
- Cedros
- NotiCedros
- Refres-KTe
- Cenáculos en familia
- Manifestaciones del Cielo